# WCWA Brass Knuckles Championship
Il WCWA Brass Knuckles Championship, nato come NWA Brass Knuckles Championship (Texas version) è stato un titolo promosso dalle federazioni facenti parte del territorio dell'Est Texas (Dallas Area) della National Wrestling Alliance.
Il titolo fu attivo dal 1953, anno in cui fu assegnato con un torneo, fino al 1987, quando smise di essere promosso, 

## Storia
Il termine brass knuckles (letteralmente: tirapugni di ottone) rappresenta la natura di questo titolo: gli incontri titolati vedevano inizialmente la possibilità per i lottatori di utilizzare dei tirapugni, anche se questa regola fu sostituita in seguito da un più generico incontro senza squalifiche. All'interno dei territori NWA furono promossi, nel corso degli anni, un totale di otto titoli con questo nome.
La prima versione di questo titolo fu introdotta nel 1953 dalla Southwest Sports, territorio NWA di riferimento nell'area di Dallas, in Texas, di proprietà di Ed McLemore. Il titolo fu assegnato in un torneo inaugurale, vinto da Bull Curry.
Nel 1966 Fritz Von Erich acquistà la Southwest Sports da McLemore, cambiandole nome in BIg Time Wrestling, ma mantenendo l'affiliazione con la NWA. Questa permase anche dopo il 1982, quando la Big Time Wrestling cambiò nome in World Class Championship Wrestling (WCCW), trasformando il titolo in WCCW Brass Knuckles Championship.
L'affiliazione terminò solo nel 1986, quando la WCCW lasciò la NWA divenendo la World Class Championship Wrestling (WCWA), con il titolo che seguì il cambio di nome. Poco dopo il rebranding il titolo fu smesso di essere promosso, terminando la sua storia nel 1987.

## Albo d'oro
| Legenda  |                                                                               |
| -------- | ----------------------------------------------------------------------------- |
| #        | Indica il numero del regno titolato                                           |
| Regno    | Viene indicato il numero del regno del campione                               |
| Data     | La data in cui il titolo è stato vinto                                        |
| Località | Indica il luogo in cui il titolo è stato vinto                                |
| Note     | Indica notizie particolari riguardanti i cambi di titolo o altre informazioni |

### NWA Brass Knuckles Championship (1953-1985)
| #                                 | Campione           | Regno | Data              | Giorni | Località              | Evento              | Note | Fonti |
| --------------------------------- | ------------------ | ----- | ----------------- | ------ | --------------------- | ------------------- | --- | ----- |
| 1                                 | Bull Curry         | 1     | 6 marzo 1953      | --     | Houston, Texas        | House show          | In un torneo per decretare il campione inaugurale, sconfiggendo in finale Danny McShein.                             |       |
| 2                                 | Danny Savich       | 1     | ottobre 1953      | --     | --                    | House show          | |       |
| Storia del titolo non documentata |                    |       |                   |        |                       |                     | |       |
| 3                                 | Don Evans          | 1     | 8 aprile 1954     | --     | --                    | House show          | |       |
| Storia del titolo non documentata |                    |       |                   |        |                       |                     | |       |
| 4                                 | Rito Romero        | 1     | 1954              | --     | --                    | House show          | |       |
| 5                                 | Joe Christie       | 1     | 14 settembre 1954 | 7      | Dallas, Texas         | House show          | |       |
| 6                                 | Johnny Valentine   | 1     | 21 settembre 1954 | 24     | Dallas, Texas         | House show          | |       |
| 7                                 | Joe Christie       | 2     | 15 ottobre 1954   | 151    | Houston, Texas        | House show          | |       |
| 8                                 | Bull Curry         | 2     | 15 marzo 1955     | --     | --                    | House show          | |       |
| Storia del titolo non documentata |                    |       |                   |        |                       |                     | |       |
| 9                                 | Danny Savich       | 2     | dicembre 1955     | --     | --                    | House show          | |       |
| 10                                | Duke Keomuka       | 1     | 6 dicembre 1955   | --     | Dallas, Texas         | House show          | |       |
| Storia del titolo non documentata |                    |       |                   |        |                       |                     | |       |
| 11                                | Rocky Columbo      | 1     | 8 febbraio 1956   | 2      | --                    | House show          | |       |
| 12                                | Danny McShain      | 1     | 10 febbraio 1956  | 11     | Houston, Texas        | House show          | |       |
| 13                                | Bull Curry         | 3     | 21 febbraio 1956  | 27     | Dallas, Texas         | House show          | |       |
| 14                                | Don Evans          | 2     | 19 marzo 1956     | 7      | Fort Worth, Texas     | House show          | | [ 2 ] |
| 15                                | Bull Curry         | 4     | 26 marzo 1956     | 242    | Fort Worth, Texas     | House show          | |       |
| 16                                | El Medico          | 1     | 23 novembre 1956  | --     | Houston, Texas        | House show          | |       |
| Storia del titolo non documentata |                    |       |                   |        |                       |                     | |       |
| 17                                | Don Leo Jonathan   | 1     | 19 aprile 1957    | --     | Houston, Texas        | House show          | Sconfiggendo Pepper Gomez, anche se non è noto se si trattasse di una finale di un torneo o se Gomez fosse campione. |       |
| Storia del titolo non documentata |                    |       |                   |        |                       |                     | |       |
| 18                                | Stu Gibson         | 1     | 9 gennaio 1958    | 14     | Galveston, Texas      | House show          | |       |
| 19                                | Bull Curry         | 5     | 23 gennaio 1958   | --     | Galveston, Texas      | House show          | |       |
| 20                                | Danny McShain      | 2     | marzo 1958        | --     | --                    | House show          | |       |
| 21                                | Bull Curry         | 6     | 8 marzo 1958      | 38     | Angleton, Texas       | House show          | |       |
| 22                                | Fritz Von Erich    | 1     | 15 aprile 1958    | --     | Dallas, Texas         | House show          | |       |
| 23                                | Bull Curry         | 7     | 1958              | --     | --                    | House show          | |       |
| 24                                | Stu Gibson         | 2     | 14 luglio 1958    | --     | Fort Worth, Texas     | House show          | |       |
| 25                                | Fritz Von Erich    | 2     | agosto 1958       | --     | --                    | House show          | |       |
| 26                                | Bill Longson       | 1     | 5 agosto 1958     | 41     | Dallas, Texas         | House show          | |       |
| 27                                | Danny McShain      | 3     | 15 settembre 1958 | --     | --                    | House show          | |       |
| Storia del titolo non documentata |                    |       |                   |        |                       |                     | |       |
| 28                                | Joe Christie       | 3     | 6 gennaio 1959    | 91     | Dallas, Texas         | House show          | In una finale di un torneo, sconfiggendo Danny McShain, Tosh Togo e Al Costello.                                     |       |
| 29                                | Bull Curry         | 8     | 7 aprile 1959     | 63     | Dallas, Texas         | House show          | |       |
| 30                                | Golden Giant       | 1     | 8 giugno 1959     | 7      | Dallas, Texas         | House show          | |       |
| 31                                | The Zebra Kid      | 1     | 16 giugno 1959    | --     | Dallas, Texas         | House show          | |       |
| Storia del titolo non documentata |                    |       |                   |        |                       |                     | |       |
| 32                                | Danny McShain      | 4     | 27 ottobre 1959   | --     | --                    | House show          | |       |
| 33                                | Iron Mike DiBiase  | 1     | 1959              | --     | --                    | House show          | |       |
| —                                 | Vacante            | —     | dicembre 1959     | —      | —                     | —                   | Il titolo fu reso vacante per motivi non noti.                                                                       |       |
| 34                                | Danny McShain      | 5     | 11 dicembre 1959  | --     | Houston, Texas        | House show          | |       |
| Storia del titolo non documentata |                    |       |                   |        |                       |                     | |       |
| 35                                | Bull Curry         | 9     | 5 maggio 1960     | 39     | --                    | House show          | |       |
| 36                                | Tony Borne         | 1     | 13 giugno 1960    | --     | Fort Worth, Texas     | House show          | |       |
| —                                 | Vacante            | —     | 1960              | —      | —                     | —                   | Il titolo fu reso vacante per motivi non noti.                                                                       |       |
| 37                                | Danny McShain      | 6     | 10 novembre 1960  | 30     | --                    | House show          | |       |
| 38                                | Bull Curry         | 10    | 10 dicembre 1960  | --     | Beaumont, Texas       | House show          | |       |
| Storia del titolo non documentata |                    |       |                   |        |                       |                     | |       |
| 39                                | Tony Martin        | 1     | 13 luglio 1961    | --     | --                    | House show          | |       |
| Storia del titolo non documentata |                    |       |                   |        |                       |                     | |       |
| 40                                | Stu Gibson         | 3     | 1961              | --     | --                    | House show          | |       |
| 41                                | Waldo Von Erich    | 1     | agosto 1961       | --     | --                    | House show          | |       |
| Storia del titolo non documentata |                    |       |                   |        |                       |                     | |       |
| 42                                | Bull Curry         | 11    | 27 febbraio 1962  | 13     | --                    | House show          | |       |
| 43                                | Jack Dalton        | 1     | 12 marzo 1962     | 8      | Dallas, Texas         | House show          | |       |
| 44                                | Bull Curry         | 12    | 20 marzo 1962     | --     | Dallas, Texas         | House show          | |       |
| 45                                | Jack Dalton        | 2     | maggio 1962       | --     | --                    | House show          | |       |
| 46                                | Bull Curry         | 13    | 15 maggio 1962    | 209    | Dallas, Texas         | House show          | |       |
| 47                                | Tony Borne         | 2     | 10 dicembre 1962  | 42     | Fort Worth, Texas     | House show          | |       |
| 48                                | Bull Curry         | 14    | 21 gennaio 1963   | 18     | Fort Worth, Texas     | House show          | |       |
| 49                                | Rock Hunter        | 1     | 8 febbraio 1963   | 17     | Fort Worth, Texas     | House show          | |       |
| 50                                | Bull Curry         | 15    | 25 febbraio 1963  | 21     | Fort Worth, Texas     | House show          | |       |
| 51                                | Louie Tillet       | 1     | marzo 1963        | 59     | Fort Worth, Texas     | House show          | |       |
| 52                                | Bull Curry         | 16    | 16 maggio 1963    | --     | Houston, Texas        | House show          | | [ 3 ] |
| 53                                | Bill Miller        | 1     | settembre 1963    | --     | --                    | House show          | |       |
| 54                                | Bull Curry         | 17    | 15 novembre 1963  | 5      | Dallas, Texas         | House show          | |       |
| 55                                | Stan Stasiak       | 1     | 20 novembre 1963  | --     | --                    | House show          | |       |
| 56                                | Bull Curry         | 18    | dicembre 1963     | --     | --                    | House show          | |       |
| 57                                | Killer Karl Kox    | 1     | 31 luglio 1964    | --     | Houston, Texas        | House show          | |       |
| 58                                | Bull Curry         | 19    | agosto 1964       | --     | --                    | House show          | |       |
| 59                                | Killer Karl Kox    | 2     | 21 agosto 1964    | 66     | Houston, Texas        | House show          | |       |
| 60                                | Tony Borne         | 3     | 26 ottobre 1964   | 35     | Fort Worth, Texas     | House show          | | [ 4 ] |
| 61                                | Bull Curry         | 20    | 30 novembre 1964  | 83     | Fort Worth, Texas     | House show          | |       |
| 62                                | Killer Karl Kox    | 3     | 21 febbraio 1965  | 85     | --                    | House show          | |       |
| 63                                | Bull Curry         | 21    | 17 maggio 1965    | 421    | Fort Worth, Texas     | House show          | |       |
| 64                                | Louie Tillet       | 2     | 12 luglio 1966    | 13     | Dallas, Texas         | House show          | | [ 5 ] |
| 65                                | Tony Borne         | 4     | 25 luglio 1966    | 14     | Fort Worth, Texas     | House show          | |       |
| 66                                | Waldo Von Erich    | 2     | 8 agosto 1966     | --     | Fort Worth, Texas     | House show          | |       |
| Storia del titolo non documentata |                    |       |                   |        |                       |                     | |       |
| 67                                | Bull Curry         | 22    | 1967              | --     | --                    | House show          | |       |
| 68                                | Brute Bernard      | 1     | agosto 1967       | --     | --                    | House show          | |       |
| 69                                | Bull Curry         | 23    | settembre 1967    | --     | --                    | House show          | |       |
| 70                                | Brute Bernard      | 2     | 18 settembre 1967 | --     | Fort Worth, Texas     | House show          | |       |
| 71                                | Louie Tillet       | 3     | ottobre 1967      | --     | Atlanta, Georgia      | House show          | |       |
| 72                                | Fritz Von Erich    | 3     | 31 ottobre 1967   | 14     | Dallas, Texas         | House show          | |       |
| 73                                | Spoiler #2         | 1     | 14 novembre 1967  | --     | --                    | House show          | |       |
| 74                                | Chris Markoff      | 1     | aprile 1968       | --     | Dallas, Texas         | House show          | |       |
| 75                                | El Mongol          | 1     | 29 giugno 1968    | 9      | Atlanta, Georgia      | House show          | |       |
| 76                                | Fritz Von Erich    | 4     | 8 luglio 1968     | --     | Fort Worth, Texas     | House show          | |       |
| —                                 | Vacante            | —     | luglio 1968       | —      | —                     | —                   | Il titolo fu reso vacante quando Von Erich vinse il NWA United States Heavyweight Championship.                      |       |
| 77                                | Kurt Von Ness      | 1     | 6 agosto 1968     | --     | --                    | House show          | In un torneo per riassegnare il titolo vacante, sconfiggendo in finale Duke Keomuka.                                 | [ 6 ] |
| Storia del titolo non documentata |                    |       |                   |        |                       |                     | |       |
| 78                                | Baron von Raschke  | 1     | 3 giugno 1969     | --     | Dallas, Texas         | House show          | In un torneo per riassegnare il titolo vacante, sconfiggendo in finale Wahoo McDaniel.                               | [ 7 ] |
| 79                                | Bull Curry         | 23    | 22 agosto 1969    | --     | Houston, Texas        | House show          | |       |
| —                                 | Vacante            | —     | febbraio 1970     | —      | —                     | —                   | Il titolo fu reso vacante per motivi non noti.                                                                       |       |
| 80                                | Johnny Valentine   | 2     | 24 febbraio 1970  | --     | Dallas, Texas         | House show          | Vincendo uno spareggio per riassegnare il titolo vacante contro Killer Karl Kox.                                     |       |
| 81                                | The Spoiler        | 1     | maggio 1970       | --     | --                    | House show          | |       |
| 82                                | Killer Kowalski    | 1     | 30 maggio 1970    | 17     | Houston, Texas        | House show          | |       |
| 83                                | Johnny Valentine   | 3     | 16 giugno 1970    | 14     | --                    | House show          | |       |
| 84                                | Killer Kowalski    | 2     | 30 giugno 1970    | 227    | Dallas, Texas         | House show          | |       |
| 85                                | Johnny Valentine   | 4     | 12 febbraio 1971  | 77     | Houston, Texas        | House show          | |       |
| 86                                | Toru Tanaka        | 1     | 30 aprile 1971    | 63     | Houston, Texas        | House show          | |       |
| 87                                | Johnny Valentine   | 5     | 2 luglio 1971     | 189    | --                    | House show          | |       |
| 88                                | José Lothario      | 1     | 7 gennaio 1972    | --     | --                    | House show          | |       |
| Storia del titolo non documentata |                    |       |                   |        |                       |                     | |       |
| 89                                | Stan Stasiak       | 2     | 14 luglio 1972    | --     | --                    | House show          | |       |
| Storia del titolo non documentata |                    |       |                   |        |                       |                     | |       |
| 90                                | Blackjack Lanza    | 1     | dicembre 1972     | --     | --                    | House show          | |       |
| Storia del titolo non documentata |                    |       |                   |        |                       |                     | |       |
| 91                                | Blackjack Mulligan | 1     | 29 maggio 1973    | 45     | Dallas, Texas         | House show          | |       |
| 92                                | José Lothario      | 2     | 13 luglio 1973    | --     | Houston, Texas        | House show          | |       |
| 93                                | Blackjack Lanza    | 2     | ottobre 1974      | --     | --                    | House show          | |       |
| 94                                | José Lothario      | 3     | novembre 1974     | --     | --                    | House show          | |       |
| 95                                | Blackjack Lanza    | 3     | 4 dicembre 1974   | 120    | Corpus Christi, Texas | House show          | |       |
| 96                                | Billy Graham       | 1     | 4 aprile 1975     | 28     | Houston, Texas        | House show          | |       |
| 97                                | Mad Dog Vachon     | 1     | 2 maggio 1975     | 95     | --                    | House show          | |       |
| 98                                | Billy Graham       | 2     | 5 agosto 1975     | 49     | Dallas, Texas         | House show          | |       |
| 99                                | José Lothario      | 4     | 23 settembre 1975 | --     | Dallas, Texas         | House show          | |       |
| Storia del titolo non documentata |                    |       |                   |        |                       |                     | |       |
| 100                               | Davey O'Hannon     | 1     | 1976              | --     | --                    | House show          | |       |
| Storia del titolo non documentata |                    |       |                   |        |                       |                     | |       |
| 101                               | Captain USA        | 1     | 7 luglio 1977     | --     | --                    | House show          | |       |
| Storia del titolo non documentata |                    |       |                   |        |                       |                     | |       |
| 102                               | Fritz Von Erich    | 5     | 1977              | --     | --                    | House show          | |       |
| 103                               | Killer Karl Krupp  | 1     | 3 febbraio 1978   | --     | Houston, Texas        | House show          | |       |
| Storia del titolo non documentata |                    |       |                   |        |                       |                     | |       |
| 104                               | Mark Lewin         | 1     | 1978              | --     | --                    | House show          | |       |
| 105                               | Billy Graham       | 3     | 1978              | --     | --                    | House show          | |       |
| Storia del titolo non documentata |                    |       |                   |        |                       |                     | |       |
| 106                               | Killer Karl Krupp  | 2     | maggio 1978       | --     | --                    | House show          | |       |
| 107                               | Terry Funk         | 1     | 6 maggio 1978     | 83     | Houston, Texas        | House show          | |       |
| 108                               | Killer Karl Krupp  | 3     | 28 luglio 1978    | --     | --                    | House show          | |       |
| 109                               | The Lawman         | 1     | 1978              | --     | --                    | House show          | |       |
| 110                               | Killer Karl Krupp  | 4     | 23 agosto 1978    | 2      | Abilene, Texas        | House show          | |       |
| 111                               | Bruiser Brody      | 1     | 25 agosto 1978    | 14     | Houston, Texas        | House show          | |       |
| 112                               | Rocky Johnson      | 1     | 8 settembre 1978  | 35     | --                    | House show          | |       |
| 113                               | Bruiser Brody      | 2     | 13 ottobre 1978   | --     | Houston, Texas        | House show          | |       |
| Storia del titolo non documentata |                    |       |                   |        |                       |                     | |       |
| 114                               | Bull Ramos         | 1     | dicembre 1978     | --     | --                    | House show          | |       |
| 115                               | Mark Lewin         | 2     | 15 dicembre 1978  | 23     | Houston, Texas        | House show          | |       |
| 116                               | Dusty Rhodes       | 1     | 7 gennaio 1979    | 21     | Houston, Texas        | House show          | |       |
| 117                               | Mark Lewin         | 3     | 28 gennaio 1979   | 64     | Houston, Texas        | House show          | |       |
| 118                               | Bruiser Brody      | 3     | 2 aprile 1979     | --     | Fort Worth, Texas     | House show          | |       |
| —                                 | Vacante            | —     | 1979              | —      | —                     | —                   | Il titolo fu reso vacante per motivi non noti.                                                                       |       |
| 119                               | Mark Lewin         | 4     | 18 maggio 1979    | 23     | Houston, Texas        | House show          | |       |
| 120                               | Bruiser Brody      | 4     | 10 giugno 1979    | 42     | Dallas, Texas         | House show          | | [ 8 ] |
| 121                               | Mark Lewin         | 5     | 22 luglio 1979    | 7      | Dallas, Texas         | House show          | |       |
| 122                               | Bruiser Brody      | 5     | 29 luglio 1979    | --     | Dallas, Texas         | House show          | |       |
| 123                               | Toru Tanaka        | 3     | 1979              | --     | --                    | House show          | |       |
| 124                               | Bruiser Brody      | 6     | 1979              | --     | --                    | House show          | |       |
| —                                 | Vacante            | —     | 1979              | —      | —                     | —                   | Il titolo fu reso vacante per motivi non noti.                                                                       |       |
| 125                               | Mark Lewin         | 6     | dicembre 1979     | --     | --                    | House show          | |       |
| 126                               | Dusty Rhodes       | 2     | 21 dicembre 1979  | 25     | Houston, Texas        | House show          | |       |
| 127                               | Mark Lewin         | 7     | 15 gennaio 1980   | 2      | --                    | House show          | |       |
| 128                               | Dusty Rhodes       | 3     | 17 gennaio 1980   | 1      | Houston, Texas        | House show          | |       |
| 129                               | Billy Graham       | 4     | 18 gennaio 1980   | --     | Houston, Texas        | House show          | |       |
| 130                               | Mark Lewin         | 8     | 1980              | --     | --                    | House show          | |       |
| 131                               | Bruiser Brody      | 7     | 14 marzo 1980     | 31     | Houston, Texas        | House show          | |       |
| 132                               | Toru Tanaka        | 4     | 14 aprile 1980    | --     | Fort Worth, Texas     | House show          | |       |
| —                                 | Vacante            | —     | 1980              | —      | —                     | —                   | Il titolo fu reso vacante per motivi non noti.                                                                       |       |
| 133                               | Stan Stasiak       | 3     | 7 agosto 1980     | 99     | Amarillo, Texas       | House show          | In una battle royal per riassegnare il titolo vacante.                                                               |       |
| 134                               | Bruiser Brody      | 8     | 14 novembre 1980  | 28     | Houston, Texas        | House show          | |       |
| 135                               | Bugsy McGraw       | 1     | 12 dicembre 1980  | --     | Houston, Texas        | House show          | |       |
| Storia del titolo non documentata |                    |       |                   |        |                       |                     | |       |
| 136                               | Ernie Ladd         | 1     | novembre 1981     | --     | --                    | House show          | |       |
| 137                               | José Lothario      | 5     | 25 dicembre 1981  | 94     | Dallas, Texas         | Christmas Star Wars | |       |
| 138                               | Bugsy McGraw       | 2     | 29 marzo 1982     | --     | Fort Worth, Texas     | House show          | |       |
| Storia del titolo non documentata |                    |       |                   |        |                       |                     | |       |
| 139                               | Bugsy McGraw       | 3     | settembre 1982    | --     | --                    | House show          | |       |

### WCCW Texas Brass Knuckles Championship (1983-1985)
| #   | Campione         | Regno | Data            | Giorni | Località      | Evento     | Note                                            | Fonti |
| --- | ---------------- | ----- | --------------- | ------ | ------------- | ---------- | ----------------------------------------------- | ----- |
| 140 | The Great Kabuki | 1     | 14 gennaio 1983 | 70     | Dallas, Texas | House show |                                                 |       |
| 141 | Terry Gordy      | 1     | 25 marzo 1983   | --     | Dallas, Texas | House show |                                                 | [ 9 ] |
| 142 | Chris Adams      | 1     | agosto 1983     | --     | --            | House show |                                                 |       |
| 143 | Gino Hernandez   | 1     | ottobre 1984    | --     | --            | House show |                                                 |       |
| —   | Vacante          | —     | 1985            | —      | —             | —          | Il titolo fu reso vacante per motivi non noti.  |       |
| 144 | The Great Kabuki | 2     | luglio 1985     | --     | --            | House show | In un torneo per riassegnare il titolo vacante. |       |

### WCWA Texas Brass Knuckles Championship (1986-1987)
| #   | Campione             | Regno | Data          | Giorni | Località         | Evento                     | Note                                                          | Fonti  |
| --- | -------------------- | ----- | ------------- | ------ | ---------------- | -------------------------- | ------------------------------------------------------------- | ------ |
| 142 | Abdullah the Butcher | 1     | 4 luglio 1986 | --     | Dallas, Texas    | Independence Day Star Wars |                                                               | [ 10 ] |
| 143 | Tony Atlas           | 1     | agosto 1987   | --     | Montréal, Québec | House show                 |                                                               |        |
| —   | Disattivato          | —     | 1987          | —      | —                | —                          | Il titolo smise di essere promosso dopo la vittoria di Atlas. |        |